# Gião (Vila do Conde)
Gião is een plaats (freguesia) in de Portugese gemeente Vila do Conde en telt 1535 inwoners (2001).